# Лоренцо Чибо
Лорèнцо Чѝбо (на италиански: Lorenzo Cybo; * 20 юли 1500, Сампиердарена (днес в Генуа), Генуезка република; † 14 март 1549, Пиза, Флорентинска република) от фамилията Чибо е граф на Ферентило (1519 – 1549), губернатор и кастелан на Сполето (23 декември 1519), капитан на гвардията на Апостолически дворец в Орвието (11 ноември 1527), вечен губернатор на Ветрала, Монтеджове и Джано (1529), губернатор на Витербо (1532), губернатор на Пиза (1534), генерал на Папската армия (1520), генерален командващ на Папската армия (22 юни 1530). Приема фамилията Чибо-Маласпина през 1520 г.

## Произход
Той е вторият син на Франческето Чибо (* 1449, † 1519), незаконен син на папа Инокентий VIII и неаполитанска благородничка, и на съпругата му Мадалена де Медичи (* 1473, † 1519), дъщеря на Лоренцо де Медичи и на  Клариса Орсини, и сестра на папа Лъв X. Има двама братя и пет сестри: 
- Лукреция (* 1489, † 1492)
- Клариса (* 1490, † 1492)
- Иноченцо (* 1491, † 1550), кардинал, архиепископ на Сейнт Андрюс и Единбург (1513 – 1514), Генуа (1520), Безие (1536) и Месина (1538), епископ на Марсилия (1517 – 1530), Алерия (Корсика) (1518 – 1519), Вентимиля (1519 – 1519), Торино (1520 – 1548), Волтурара (1526 – 1526), Мариана и Аячо (Корсика) (1531 – 1531), Тропеа (1538 – 14 1538), папски легат в Болоня (1523), губернатор и регент на Флоренция (1532 – 1533), регент на Маса и Карара (1547).
- Елеонора (* 1499, † 1557), бенедиктинска монахиня, игуменка на манастира „Санта Мария“ в Генуа
- Катерина (* 1501, † 1557), херцогиня на Камерино като съпруга на Джовани Мария Да Варано
- Иполита (* 1503, † 1503), маркиза на Колорно, графиня на Каяцо и господарка на Бобио като съпруга на Роберто Амброджо да Сансеверино
- Джовани Батиста (* 1505, † 1550), епископ на Марсилия (12 януари 1530), абат комендатор на „Сан Сиро“ в Генуа (1529).

## Биография
На 25 юли 1519 г. наследява от баща си феода Ферентило в Папската държава и го управлява до смъртта си, макар че предпочита да го прави от Рим чрез викарий.
През 1524 г. известният художник Пармиджанино му рисува портрет (днес в Statens Museum For Kunst, Копенхаген), който подчертава фините му черти и красивия външен вид: Лоренцо е на 24 години и е командир на Папската гвардия.
След престой във френския двор е губернатор на Сполето от 1524 г., а от 1530 г. е генерален командир на Папската държава благодарение и на влиятелната позиция в Римската курия на брат му Инокентий.
Съпругата му има характер, определен като „горд и извратен“, което е в основата на многобройни семейни разногласия, кулминирали в трагичното събитие със смъртта на техния син Джулио. Ричарда получава императорско разрешение на 21 март 1530 г. да свърже Лоренцо с управлението на маркиза. През 1541 г. властната жена отменя неговото сърегентство, предвид факта че Чибо почти винаги остава в Рим, отдаден на удоволствията от живота, вместо да сътрудничи в управлението на малката държава.
Умира в Пиза през 1549 г. на 49-годишна възраст. Скулпторът от Пиетрасанта Стаджо Стаджи извайва за него великолепен саркофаг с лежаща фигура, който все още може да се види днес в криптата на Катедралата на Маса. Най-големият му син Джулио (през 1573 г.) и съпругата му Ричарда са погребани в гробницата по волята на по-малкия му син Алберико I.
В Графство Ферентило той е наследен от сина си Алберико I, който през 1553 г. също поема управлението от майка си, със задължението да добави това на Маласпина към естественото си фамилно име.

## Брак и потомство
∞ 14 май 1520 за Ричарда Маласпина (* 1497 в Маса, Маркграфство Маса, Сеньория Карара, Монета и Авенца; † 15 юни 1553 в Бани ди Лука, пак там), маркиза на Маса, господарка на Карара, дъщеря на Антонио Алберико II Маласпина, маркиз на Маса, господар на Карара, и на Лукреция д'Есте. От нея има двама сина и една дъщеря:
- Елеонора Чибо-Маласпина (* 10 март 1523 в Маса, † 22 февруари 1594 във Флоренция), ∞ 1. 30 януари 1543 в Карара за Джан Луиджи Фиески (* 1522, † 1547), граф на Лаваня 2. 1 октомври 1549 във Флоренция за Джанлудовико „Киапино“ Вители (* 1520, † 1575), маркиз на Четона;
- Джулио Чибо-Маласпина  (* 1525 в Рим, † 18 май 1547 в Милано, обезглавен), маркиз на Маса и господар на Карара, полковник на френската войска, ∞ март 1546 в Генуа за Перета Дория (* 1526 в Пели, † 1591 в Лоано), дъщеря на Томазо Дория, патриций на Генуа, братовчед на Андреа Дория
- Алберико I Чибо-Маласпина (* 1534, † 1623), маркиз на Маса и господар на Карара (16 май 1553 – 1623) и от 1568 г. маркграф на Карара, княз на Маса и маркиз на Карара (23 август 1568), граф (май 1566) и маркиз (1569) на Айело, барон на Падули (септ. 1566), граф на Ферентило (1549), господар на Монтелеоне (12 юни 1562 - април 1565); ∞ 1. февруари 1552 в Рим за Елизабета дела Ровере (* 1529, Урбино; † 6 юни 1561, Маса), трета дъщеря на Франческо Мария I дела Ровере, първият херцог на Урбино, и на съпругата му Елеонора Гондзага. 2. 16/17 февруари 1563 в Рим за Изабела ди Капуа (* 1546 в Молфета, † 14 януари 1575 в Маса), дъщеря на Фердинандо ди Капуа, херцог на Термоли.

Има и две извънбрачни деца:
- Отавио Чибо-Маласпина († сл. 1580, Рим), доктор по право
- Джулия Чибо-Маласпина (* ок. 1535 в Рим, † 1591 в Генуа), ∞ 1552 в Генуа за Николо Грималди (* 1524 в Генуа, † 1593 пак там), княз на Салерно, херцог на Еболи, маркиз на Диано и граф на Рапало